# Simon Leonhard von Haerlem

Simon Leonhard von Haerlem

Simon Leonhard von Haerlem (* 5. Dezember 1701 in Hitzacker; † 22. Februar 1775 in Berlin) war ein deutscher Oberdeichinspektor in der Kurmark. Als seine bedeutendste Leistung gilt die Trockenlegung und Kolonisation des Oderbruchs.

## Leben
Sein Vater Blasius v. Haerlem (* 12. Oktober 1667 in Dordrecht) war seit 1693 Oberdeichgraf in Hitzacker.
Simon Leonhard von (oder van) Haerlem wurde Oberdeichinspektor in Lenzen (Elbe). Bereits 1732 wurde er als Gutachter über die Stromregulierung von Oder und Warthe herangezogen. Der Schweizer Mathematiker Leonhard Euler bestätigte die Berechnungen von v. Haerlems zur Oderbegradigung. Er wurde am 12. April 1746 zum Kriegs- und Domänenrat bei der Kurmärkischen Kammer ernannt. Am 5. Dezember 1748 erhielt er das Dezernat für die allgemeine Beobachtung des Wasserbaues in der Kurmark. 1770 wurde er als Oberbaurat in das neu gegründete Oberbaudepartement berufen.

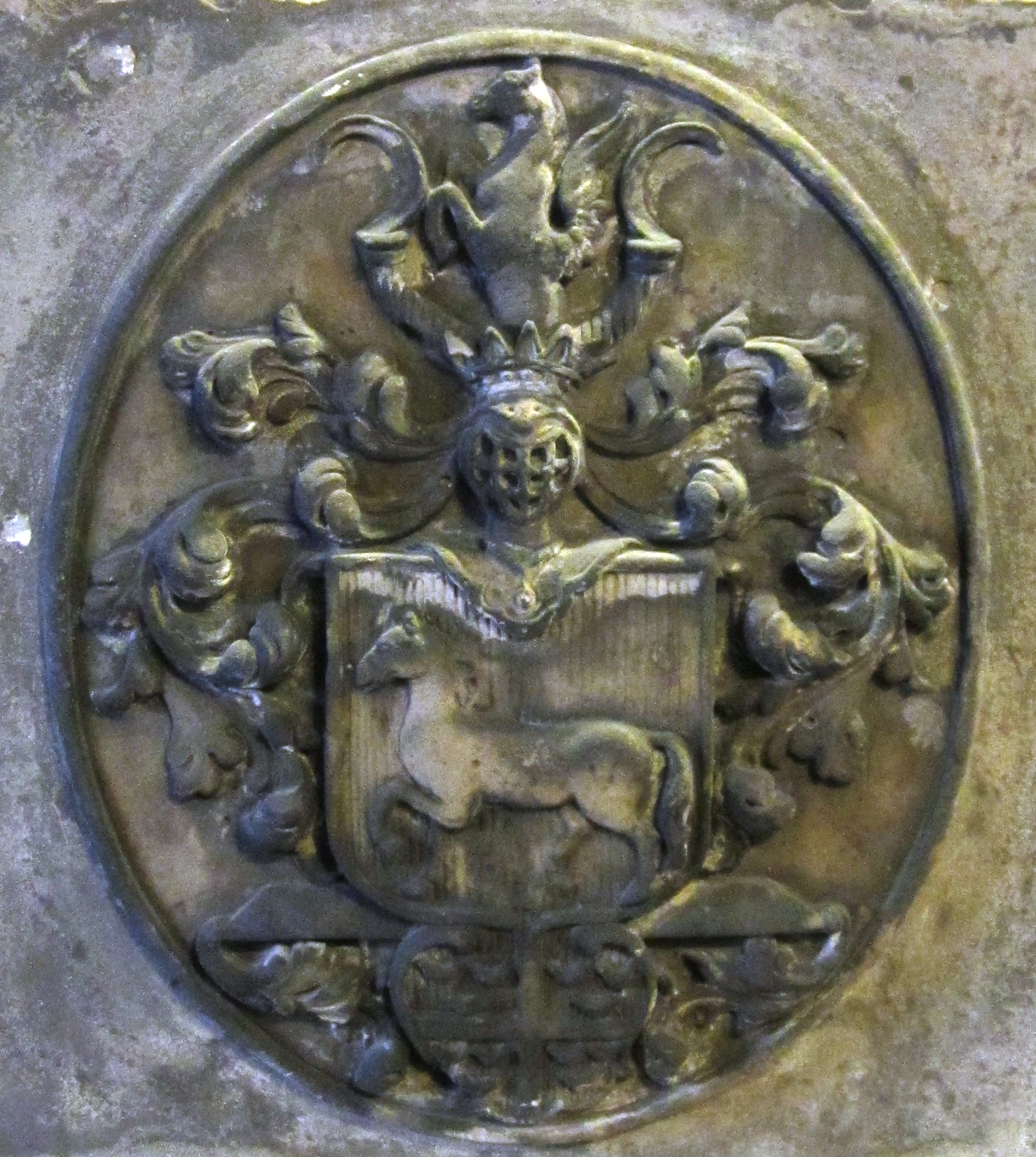
Wappenstein der Familie Haerlem (um 1775). Oderlandmuseum Bad Freienwalde (Oder)
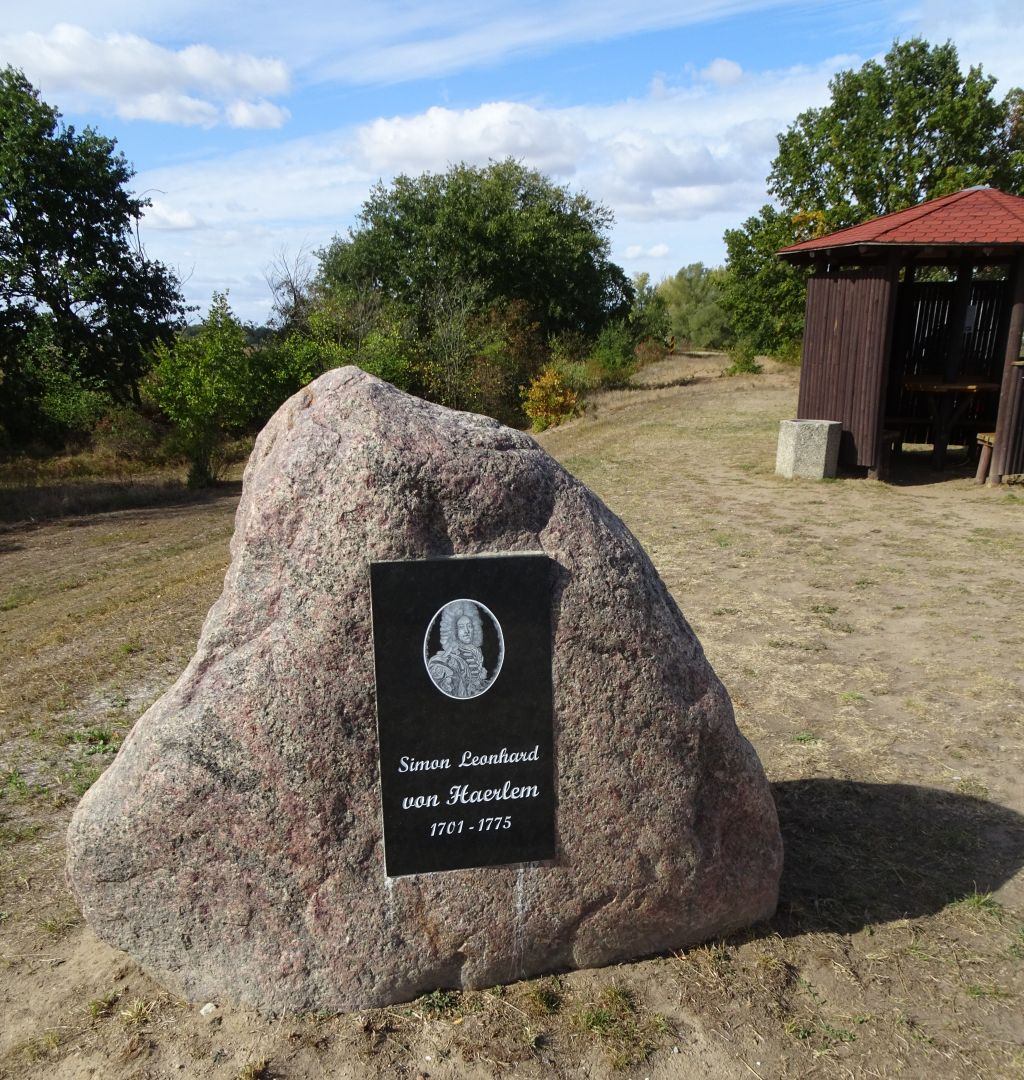
Gedenkstein am Van Haerlem-Blick auf dem Oderdeich bei Sopienthal